# Selos postais e história postal do Azerbaijão

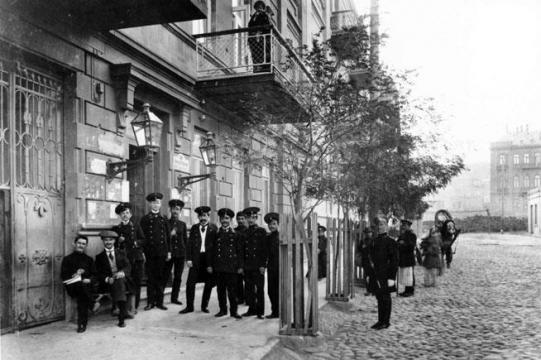
Carteiros em Bacu, 1914

Os selos postais e história postal do Azerbaijão descreve a história dos selos postais e sistema postal no Azerbaijão, que segue de perto a história política do Azerbaijão, desde sua incorporação ao Império russo em 1806, a sua breve independência obtida em 1918, que perdeu para o União Soviética em 1920 e readquirida em 1991, após a queda da União Soviética.

## Império russo

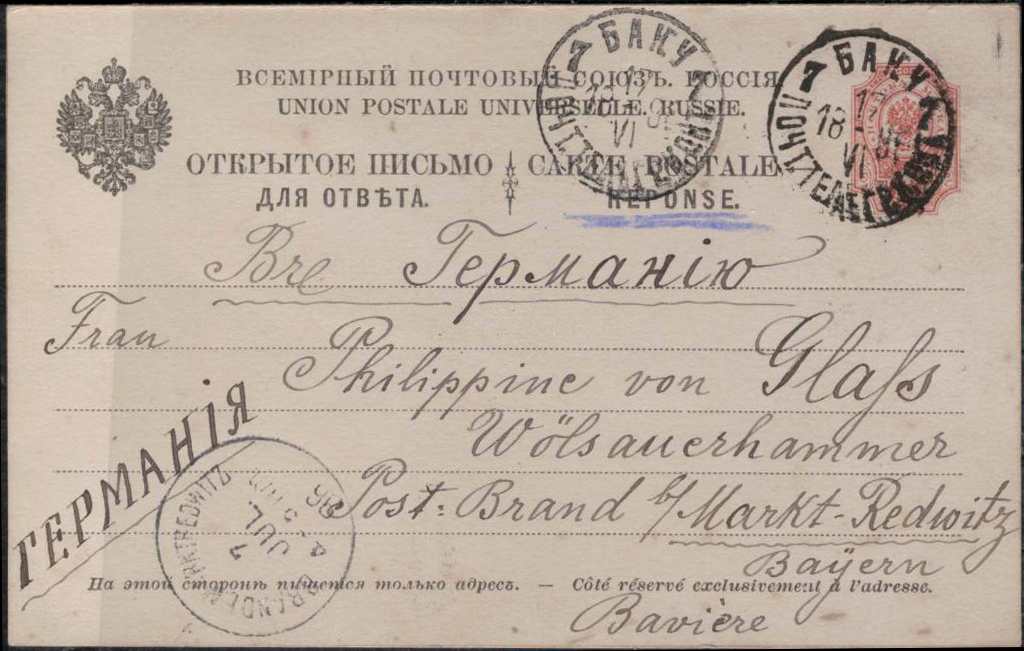
Um cartão postal do Azerbaijão para a Alemanha durante a era Império russo de 1896

O serviço postal moderno no Azerbaijão começou no início do século XIX, quando o Azerbaijão tornou-se uma parte do Império russo. A primeira agência dos correios foi aberta em 1818 em Elizavetepol (agora Ganja). O primeiro serviço de expedição de correio foi fundada em 1826 em Bacu, seguido pelo segundo serviço de expedição de correio que foi criada em 1828 em Naquichevão. Agências de correio foram abertas em Quba, Shusha, Shamakhi, Lankaran, Nukha (agora Xaqui) e Salyan. Os carimbos postais e selos postais do Império russo foram utilizados no território do Azerbaijão a partir de 1858. Os primeiros carimbos foram compostos por pontos em diferentes formas. Carimbos postais datados com nomes da cidade logo em seguida.

## República Democrática do Azerbaijão

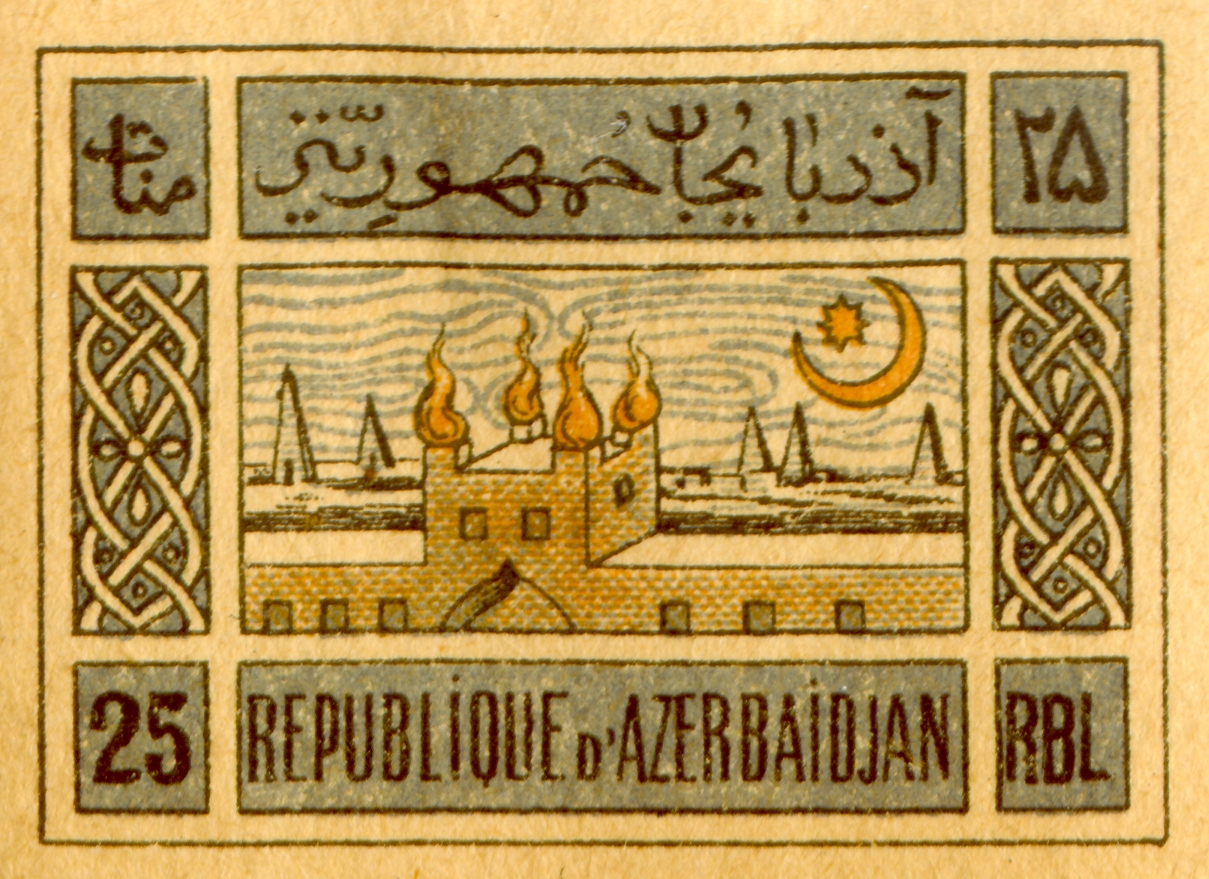
Selo da República Democrática do Azerbaijão de 1919

Os primeiros selos do Azerbaijão foram emitidos em 1919 pelo República Democrática do Azerbaijão e consistiu em um conjunto de dez projetos pictóricos para 50r. Há duas impressões distintas, uma impressão de 1919 no  papel branco com goma esbranquiçada e uma impressão de 1920 no papel lustre com goma amarela ou sem goma. A primeira impressão é escassa e existe falsificações dela.

## República Socialista Soviética do Azerbaijão

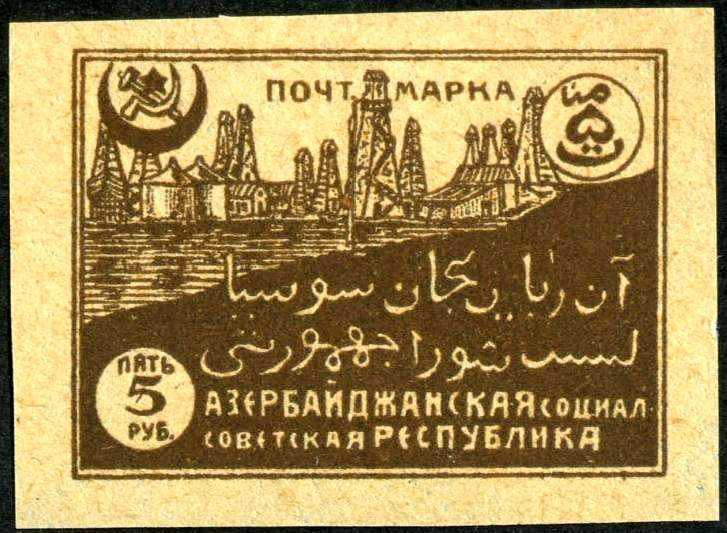
Selo da República Socialista Soviética do Azerbaijão de 1921

Em 27 de Abril 1920, o exército soviético entrou na capital Bacu e a República Socialista Soviética do Azerbaijão (ASSR) foi criada, que se tornou uma parte do União Soviética (URSS). Os primeiros selos da ASSR foram emitidos em 1921 e consistia em um conjunto de 15 selos que mostram cenas locais e políticas, incluindo um poço de petróleo e uma mesquita. Mais selos foram emitidos em 1921 para combater a fome e impressões sobrepostas com inscrições de controle local em 1922.
No entanto, os selos de alívio da fome do Azerbaijão de 1923 são falsos, e estes foram posteriormente forjados. A república foi periodicamente reconhecida em conjuntos de selos que honram as diferentes partes da URSS. Durante todo o período soviético cerca de 60 selos com temas nacionalistas e étnicos do Azerbaijão foram emitidos pelo próprio governo central URSS, com proeminentes figuras, edifícios, flora, fauna, e outros assuntos relacionados com o Azerbaijão.

## República Socialista Federativa Soviética Transcaucasiana

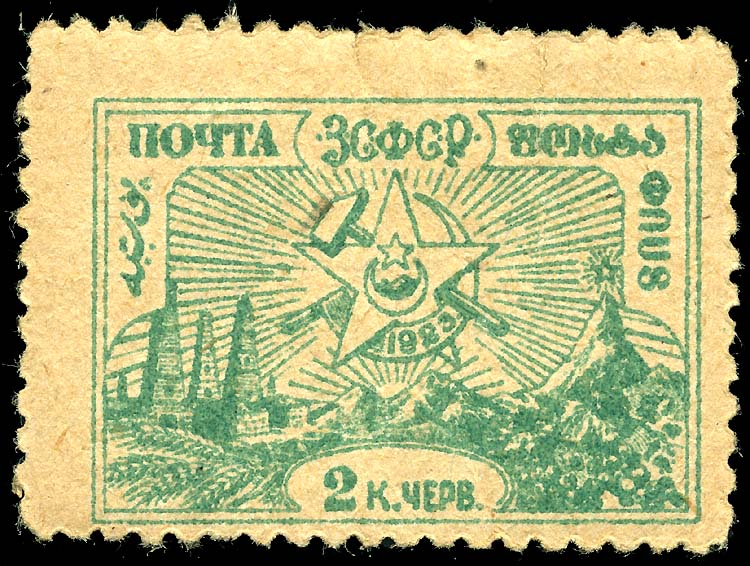
Selo da República Socialista Federativa Soviética Transcaucasiana de 1923

Em 12 de Março de 1922, o Azerbaijão, a Arménia ea Geórgia foram federado como o República Socialista Federativa Soviética Transcaucasiana (RSFSR). selos do Azerbaijão foram sobreimpressas pela primeira vez em moeda azeri, então rublos transcaucasianos. Selos soviéticos em todo o país de impressão sobreposta foram emitidos em 1923. A partir de 1 de Outubro de 1923 selos ASSR foram completamente substituídos por selos da TSFSR que foram usados até a dissolução da TSFSR e a segunda refundação da República Socialista Soviética do Azerbaijão (ASSR) em 1936. Os selos do ASSR foram emitidos novamente junto com os selos soviéticos em todo o país, que foram usados até a dissolução da ASSR e da União Soviética, em 1991.

## República do Azerbaijão

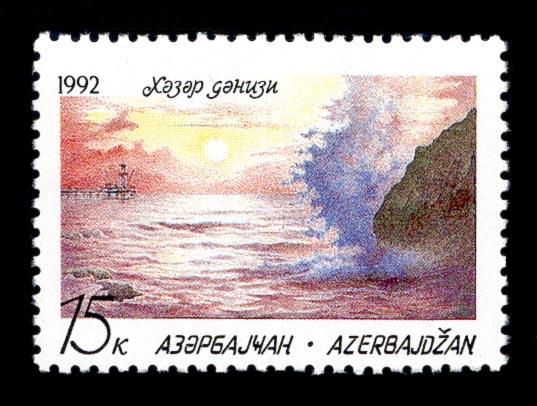
Primeiro selo da República do Azerbaijão, 1992

Em 19 de Novembro de 1990, a ASSR foi rebatizada para República do Azerbaijão. Tornou-se um país independente em 18 de Agosto de 1991 e seu primeiro selo foi emitido em 26 de Março de 1992 para marcar a sua independência. Diferentemente da maioria das outras ex-repúblicas soviéticas, Azerbaijão não fez overprint de selos soviéticos para satisfazer as suas necessidades postais após a independência. O serviço postal nacional Azərpoçt foi fundado em 1992, que foi reestruturado em 1999 e que se tornou o operador postal nacional em 2004. A companhia de selo postal nacional Azermarka começou a funcionar em 1992 e é responsável pela produção e venda de todos os selos postais do Azerbaijão.
Em 1 de Abril de 1993, o Azerbaijão tornou-se membro do União Postal Universal.
Uma variedade de selos definitivos e comemorativos foram produzidos retratando temas da atualidade e locais. First day cover e postal stationery também foram emitidos.
Os primeiros selos que retratam pessoas foram emitidos em 1993. A primeira pessoa a ser destaque em um selo postal após a dissolução da União Soviética foi Heydar Aliyev, o terceiro Presidente do Azerbaijão. Os primeiros selos a serem emitidos na nova moeda do Azerbaijão, o manat, que foi introduzido para substituir o rublo soviético utilizado para as edições anteriores desde a independência, apareceu em Outubro de 1992, após a introdução da nova moeda em 15 de Agosto de 1992. o valor da moeda dos selos (em manats ou na sua unidade monetária os qapiks) varia dependendo do ano de emissão. Em 1998, 19 conjuntos de selos postais ilegais, teriam sido emitidos em Naquichevão, que representam entre outros, Diana, Princesa de Gales e o grupo pop britânico Spice Girls. Consequentemente, as autoridades do Azerbaijão tenham emitido avisos para a União Postal Universal, notificando-os de selos falsificados sobre assuntos temáticos populares emitidos em seu nome.